# Шарлотта М'ю
Шарлотта М'ю (англ. Charlotte Mary Mew (*15 листопада 1869 — †24 березня 1928) — англійська поетеса, що творила на стикові поезій вікторіанців і модерністів.

## Творчість
У 1894 р. М'ю вдалося надрукувати коротке оповідання у «Жовтій книзі» англ. The Yellow Book), англійському літературному квартальнику (1894—1897 рр. виходу), що дав назву останньому десятиліттю 19 ст. «жовті дев'яності». Надалі вона стала його постійним дописувачем.
Перша поетична добірка «Фермерська наречена» (англ. The Farmer's Bride) побачила світ у 1916 р. дешевою книжкою (англ. chapbook format) у «Поетичній книгарні» (англ. the Poetry Bookshop). В США цю збірку під назвою «Суботній базар» (англ. Saturday Market) надрукувало у 1921 р. Macmillan Publishers.
Враження від її творчості висловили такі знані митці як Маргарета Вілкінсон, Вірджинія Вулф, Томас Гарді, Зиґфрід Сассун.
У Шарлоти М'ю є кілька поезій про І світову війну, найвідомішою з яких є «Кенотаф».

## Аналіз поезії «Кенотаф»
Саме слово походить з грецької та означає «порожня гробниця». Лондонський кенотаф з 1919 р. став базовим місцем Дня споминів, аналога Дня пам'яті (у Франції для подібної цілі запровадили катафалк (фп. catafalque). Спочатку його бачили як складову масштабних заходів до Дня миру, тому і відкрили його в суботу 19.7.1919 у цей день. Внаслідок неочікуваного масового відвідування для пошанування полеглих його вирішили перебудувати у вигляді монументальної споруди (зроблено це у 1920 р.). На ньому є простий надпис: «Шляхетні загинули» (англ. «The Glorious Dead»).
Поезія має незвучну структуру. Рядки мають довжину від 4-х до 23-х складів. Підібрано десять слів для римування з ключовим словом (англ. dead). М'ю пошанувала пожертву чоловіків, що полягли у війні: вона говорить про «чудову юнь» (англ. wonderful youth) і «шляхетну кров» (англ. wild sweet blood). Ті, хто втратив їх, мають смутком повні та розбиті серця. На одному з вінків біля підніжжя кенотафу тих пам'ятних днів 1919 р. М'ю прочитала: «Фіалки, троянди й лавр» (англ. violets, roses and laurel). Крізь очевидну шану полеглим у поезії, М'ю звертається до себе та інших, хто наче поруч стоять із фарисейським виразом (англ. «whore's and huckster's face»), кидаючи вирок: «Брехня» (англ. «lie»). Чи у призмі злиття лиць воїна і Творця, побаченого поткою, наш світ усвідомлює жертовність мільйонів чоловіків?
«Кенотаф» надрукувала Westminster Gazette за 27.9.1919 (суботній випуск).